# George O’Brien

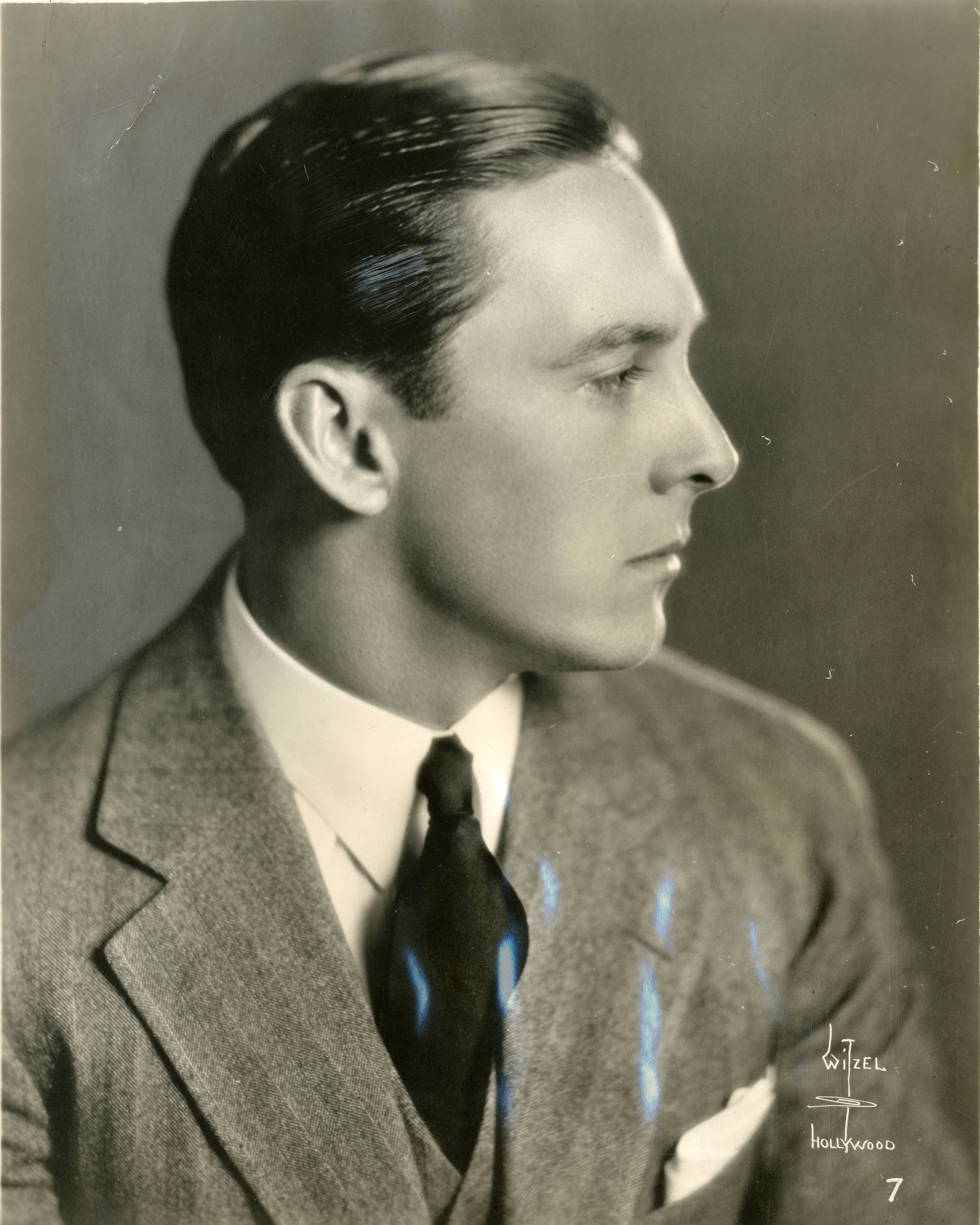
George O’Brien (1926)

George O’Brien (* 19. April 1899 in San Francisco, Kalifornien; † 4. September 1985 in Tulsa, Oklahoma) war ein US-amerikanischer Schauspieler, der vor allem für seine Hauptrolle in F. W. Murnaus Stummfilm Sonnenaufgang – Lied von zwei Menschen und seine langjährige Zusammenarbeit mit Regisseur John Ford bekannt ist.

## Leben und Karriere
George O’Brien war der Sohn des Polizeichefs von San Francisco. Er war ein erfolgreicher College-Sportler, bevor er in der United States Navy im Ersten Weltkrieg diente. Dort wurde O’Brien im Boxen Schwergewichts-Champion der pazifischen Flotte. Anfang der 1920er Jahre zog er nach Hollywood, wo ihm der Westernstar Tom Mix half, erste Anstellungen als Kameraassistent, Statist und Stuntman zu ergattern.
Bald darauf erhielt O’Brien mit seinem athletischen Körperbau und gutem Aussehen erste kleine Filmrollen, darunter 1922 in George Melfords Drama Moran of the Lady neben Rudolph Valentino. Zum Durchbruch als Schauspieler verhalf ihm Regisseur John Ford, der den relativ unbekannten O’Brien in der Hauptrolle seines aufwendigen Stummfilm-Westerns Das eiserne Pferd (1924) besetzte. Es kam zu weiteren Zusammenarbeiten mit Ford, etwa 1926 bei Drei rauhe Gesellen. Neben Janet Gaynor spielte der Schauspieler, der inzwischen zum Star avanciert war, die männliche Hauptrolle in The Blue Eagle (1926) und im ersten US-Film des deutschen Regisseurs Friedrich Wilhelm Murnau, Sunrise – A Song of Two Humans (1927), der insgesamt drei Oscars gewann und von Filmkritikern nicht selten unter den besten Filmen aller Zeiten aufgeführt wird. In Sunrise spielte O’Brien einen einfachen Bauern, der durch einen attraktiven, aber verdorbenen Vamp fast dazu gebracht wird, seine Frau zu ermorden. Sein muskulöser Körperbau brachte dem Schauspieler in der Presse die Spitznamen the chest und the torso ein.
Gegen Ende der 1920er-Jahre trat er an der Seite von weiblichen Filmstars seiner Zeit wie Janet Gaynor, Alma Rubens, Anita Stewart und Madge Bellamy auf. Dabei war er vor allem in Abenteuerfilmen zu sehen. Der Beginn der Tonfilmzeit am Ende der 1920er-Jahre zerstörte die Karrieren vieler Stummfilmstars, und auch die Karriere des schauspielerisch wenig spracherfahrenen George O’Brien nahm Schaden. Er wurde nur noch in kostengünstigen Filmproduktionen besetzt. Eine Nische fand er schließlich als Hauptdarsteller zahlreicher B-Movie-Western der 1930er Jahre, woraufhin er für viele Jahre konstant zu den zehn kassenträchtigsten Westernschauspielern gehörte. Ab 1938 war er bei RKO Radio Pictures als Star einer eigenen Westernreihe unter Vertrag. Seine B-Western sind heute weitgehend in Vergessenheit geraten. Während des Zweiten Weltkriegs diente O’Brien erneut bei der Navy im Pazifik, war unter anderem an der Schlacht um die Aleuten beteiligt und erhielt viele Ehrungen.
Nach dem Krieg setzte O’Brien seine Hollywood-Karriere nur noch sporadisch fort. Seine letzte Filmhauptrolle spielte er 1951 an der Seite des Komikertrios Three Stoges in der Westernkomödie Gold Raiders. Zudem verkörperte er in John Fords Kavallerie-Western Bis zum letzten Mann (1948), Der Teufelshauptmann (1949) und Cheyenne (1964) jeweils in Nebenrollen ehrenwerte Militäroffiziere. Cheyenne wurde zugleich der letzte Film von George O’Brien. Zudem war er als Produzent und Regisseur an frühen Fernsehproduktionen sowie am Theater aktiv. Ebenfalls arbeitete der Navy-Reserveoffizier nach dem Zweiten Weltkrieg mehrfach für die United States Navy, indem er unter anderem Filme im Koreakrieg und im Vietnamkrieg drehte.

### Privatleben
1933 heiratete George O’Brien die Schauspielerin Marguerite Churchill (1910–2000), die Ehe wurde 1948 wieder geschieden. Ihre gemeinsame Tochter Orin O’Brien (* 1935) war insgesamt 55 Jahre Kontrabassistin bei den New Yorker Philharmonikern, der Sohn Darcy O’Brien (1939–1998) war ein preisgekrönter Schriftsteller. Die Filmproduzentin und Regisseurin Molly O’Brien ist seine Enkelin. In den 1960er- und 1970er-Jahren war O’Brien ein gern gesehener Gast auf Filmfestivals, auf denen seine alten Filme gezeigt wurden.
Ein Schlaganfall im Jahr 1981 führte für den Rest seines Lebens zu einer teilweisen Lähmung, er starb im September 1985 im Alter von 86 Jahren in einer Kuranstalt in Oklahoma. Für seinen Beitrag zur Filmindustrie wurde George O’Brien mit einem Stern auf dem Hollywood Walk of Fame (6201 Hollywood Blvd.) geehrt.

## Filmografie (Auswahl)
- 1922: Der Herr der Steppe (Just Tony) (Produktionsassistent)
- 1922: Das Piratenschiff (Moran of the Lady Letty)
- 1923: The Ne'er-Do-Well
- 1924: Das eiserne Pferd (The Iron Horse)
- 1924: Die Seeteufel (The Sea Hawk)
- 1924: Die Insel der Gestrandeten (The Painted Lady)
- 1925: Die Millionenfaust (The Fighting Heart)
- 1925: Thank You
- 1926: Fig Leaves
- 1926: The Blue Eagle
- 1926: Drei rauhe Gesellen (3 Bad Man)
- 1927: Bezahlte Liebe (Paid to Love)
- 1927: Sonnenaufgang – Lied von zwei Menschen (Sunrise: A Song of Two Humans)
- 1927: Titanic (East Side, West Side)
- 1928: Die Arche Noah (Noah’s Ark)
- 1929: Etappe 1918 (True Heaven)
- 1929: Masked Emotions
- 1929: Salute
- 1931: A Holy Terror
- 1931: Unter der See (Seas Beneath)
- 1932: Die Sklavin der schwarzen Geier (Robbers’ Roost)
- 1934: Frontier Marshall
- 1936: Daniel Boone
- 1937: Windjammer
- 1938: The Renegade Ranger
- 1939: The Fighting Gringo
- 1940: Triple Justice
- 1943: Der 7. Dezember (December 7th)
- 1947: My Wild Irish Rose
- 1948: Bis zum letzten Mann (Fort Apache)
- 1949: Der Teufelshauptmann (She Wore A Yellow Ribon)
- 1951: Gold Raiders
- 1964: Cheyenne (Cheyenne Autumn)